# Aldea Santa Rosa
Aldea Santa Rosa es una localidad y centro rural de población con junta de gobierno de 2ª categoría del distrito Espinillo del departamento Paraná, en la provincia de Entre Ríos, República Argentina. Se encuentra 1 km al norte de la ruta provincial 32 y 7 km al este de Crespo.
La población de la localidad, es decir sin considerar el área rural, era de 64 personas en 2001 y no fue considerada localidad en el censo de 1991. La población de la jurisdicción de la junta de gobierno era de 64 habitantes en 2001.
La aldea nació en 1893 con alemanes del Volga provenientes de Colonia General Alvear, en las tierras conocidas como de Arnoldo por su antiguo propietario. En esta fracción se concentraron colonos de Espinillo, Chilcas e Isletas, quienes sufrían problemas con su producción por la falta de caminos apropiados. El máximo de la colonia se dio entre los años 1930 y 1960, a partir de cuando sus pobladores comenzaron a emigrar a la pujante Crespo o Buenos Aires. Es una zona agrícola y ganadera con mucho potencial avícola. Cuenta con escuela primaria, pero para la secundaria sus pobladores se dirigen a Aldea San Rafael.
La junta de gobierno fue creada por decreto 3692/1987 MGJE del 10 de julio de 1987, y sus límites jurisdiccionales fueron fijados por decreto 3852/2013 MGJ del 24 de octubre de 2013.
Mediante el decreto 63/2014 MGYJ del 21 de enero de 2014 la junta de gobierno fue elevada a la 3ª categoría.
Mediante el decreto 3381/2019 MGJ del 1 de noviembre de 2019 la junta de gobierno fue elevada a la 2ª categoría.

## Comuna
La reforma de la Constitución de la Provincia de Entre Ríos que entró en vigencia el 1 de noviembre de 2008 dispuso la creación de las comunas, lo que fue reglamentado por la Ley de Comunas n.º 10644, sancionada el 28 de noviembre de 2018 y promulgada el 14 de diciembre de 2018. La ley dispuso que todo centro de población estable que en una superficie de al menos 75 km² contenga entre 400 y 700 habitantes, constituye una comuna de 2ª categoría. La Ley de Comunas fue reglamentada por el Poder Ejecutivo provincial mediante el decreto 110/2019 de 12 de febrero de 2019, que declaró el reconocimiento ad referéndum del Poder Legislativo de 21 comunas de 2ª categoría con efecto a partir del 11 de diciembre de 2019, entre las cuales se halla Aldea Santa Rosa. La comuna estará gobernada por un departamento ejecutivo y por un consejo comunal de 6 miembros, cuyo presidente será a la vez el presidente comunal. Sus primeras autoridades serán elegidas en las elecciones de 9 de junio de 2019.
Por decreto n.º 248/2019 MGJ se dispuso revocar la declaración de comuna para Aldea Santa Rosa en razón de un pedido del tribunal electoral, ya que no ha sido delimitado su circuito electoral.